# The Summoning
The Summoning est un jeu vidéo de rôle développé par Event Horizon Software et publié par Strategic Simulations en 1992 sur PC. Le jeu fait suite à DarkSpyre (1990) et utilise le même moteur de jeu que Dusk of Gods (1991), deux titres également développés par Event Horizon Software. Il se déroule dans un univers médiéval-fantastique dans lequel le joueur incarne un héros qui doit explorer un donjon afin de retrouver et de vaincre un sorcier démoniaque connu sous le nom de Shadow Weaver. Le joueur y contrôle son personnage en temps réel, avec la souris et le clavier, dans des environnements présentés en perspective isométrique. Son personnage progresse dans différentes catégories de compétences de combat et de magie en les utilisant, et peut lancer des sorts grâce à un code visuel correspondant à des gestes des deux mains. 
À sa sortie, The Summoning est plutôt bien accueilli par la presse spécialisée. Si sa réalisation est très critiquée, notamment en matière de graphismes et d’interface, son système de jeu est en effet salué par les journalistes qui mettent notamment en avant sa gestion originale de la magie, ses énigmes intéressantes et ses nombreuses options pratiques. Il est ainsi décrit comme un bon jeu vidéo de rôle, doté d’une bonne durée de vie et qui se révèle passionnant. Rétrospectivement, il est décrit comme un jeu méconnu, du fait notamment de son scénario simpliste et d’une interface peu pratique. Il est néanmoins salué pour sa gestion originale de la magie qui est décrite comme une innovation intéressante.

## Trame
The Summoning se déroule dans un monde médiéval fantastique. Celui-ci est menacé par le sorcier Shadow Weaver qui prévoit de l’envahir grâce à une grande armée. Le conseil des magiciens qui dirigent le pays a mis sur pied une première armée pour tenter de l’en empêcher, mais cette dernière a été anéantie par les forces du sorcier. Le conseil prévoit l’envoi d’une nouvelle armée, dont il anticipe déjà l’échec, afin de créer une diversion et ainsi de permettre à un héros de pénètrer dans la forteresse de Shadow Weaver. Le joueur incarne ce héros et, après avoir été téléporté dans la forteresse par les magiciens, doit en explorer les différents niveaux afin de retrouver et de vaincre le sorcier. 

## Système de jeu
The Summoning est un jeu vidéo de rôle dans lequel le joueur contrôle en temps réel, avec la souris et le clavier, un personnage dans des environnements présentés en perspective isométrique. Il débute par une phase de création de personnage qui permet au joueur de sélectionner ses armes et ses domaines de magie de prédilection. Le personnage ainsi créer est ensuite invoqué dans la forteresse du sorcier. Sa première rencontre donne au joueur le choix entre commencer immédiatement l’aventure ou parcourir trois niveaux d’entrainement. Le jeu est composé de quarante niveaux différents dans lesquels le joueur doit déjouer des pièges, résoudres des énigmes et affronter des monstres, incluant des chauves-souris, des araignées géantes, des squelettes, des gardes, des mercenaires et des cyclopes,. Il peut également y rencontrer des personnages amicaux qui peuvent lui fournir des renseignements ou des objets et lui proposer des quêtes. 
Le personnage du joueur est caractérisé par six attributs : la force, l’agilité, l’endurance, la précision, le talent et la puissance. La force influe sur les dégâts qu’il inflige au corps à corps et sur la quantité d’équipement qu’il peut transporter. L’agilité détermine sa vitesse de déplacement et de récupération. L’endurance influe sur sa résistance au combat et sur sa capacité à déplacer des objets lourds. La précision joue sur sa capacité à atteindre sa cible à distance. Le talent détermine le nombre de sorts qu’il peut mémoriser et la puissance influe sur les dégâts et la durée de ces sorts. Le personnage dispose également de compétences de combats et magies. Ces compétences sont classées en quatre catégories : épée, gourdins et massues, lances et armes de jet pour le combat et magie, sorcellerie, enchantement et soin pour la magie. La progression dans les différentes compétences se fait en les utilisant : plus une compétence est utilisée, plus celle-ci s’améliore. Au cours de sa quête, le joueur peut récupérer de nombreux objets, comme des armes, des armures, des parchemins de sorts ou des potions. Il ne peut néanmoins en porter qu’un nombre limité en fonction de sa force et des éventuels contenant (comme les sacs ou les coffres) qu’il peut récupérer. Le système de magie est basé sur un code visuel, qui correspond à une combinaison de geste que le personnage doit réaliser pour lancer un sort. Ces sorts peuvent être appris et mémoriser grâces à des parchemins. Ils peuvent être lancés instantanément, même en plein combat.

## Développement et publication
The Summoning est conçu par Chris Straka et Thomas Holmes et développé par Event Horizon Software (qui deviendra DreamForge Intertainment en 1993). Le jeu fait suite à DarkSpyre et est basé sur le moteur de jeu de Dusk of Gods, deux jeux également développé par Event Horizon Software et respectivement publié en 1990 et 1991,. Il est publié par Strategic Simulations en septembre 1992 sur IBM PC.

## Accueil
| The Summoning   |      |       |
| Média           | Pays | Notes |
| Dragon Magazine | US   | 5/5   |
| Gen4            | FR   | 83%   |
| Joystick        | FR   | 85 %  |
| Tilt            | FR   | 16/20 |

À sa sortie, The Summoning fait l’objet d’une critique plutôt positive du journaliste Calor du magazine Joystick. Celui-ci met d’abord l’accent sur sa réalisation, qu’il estime plus réussie que d’habitude pour un jeu publié par Strategic Simulations mais qui reste d’après lui en dessous de ce qui se fait habituellement en matière de jeu vidéo de rôle. Il est également mitigé concernant son interface qu’il juge « parfois laborieuse », notamment lors des combats, malgré l’utilisation de la souris. Il est en revanche plus enthousiaste concernant son système de jeu dont il salue les « nombreuses options très utiles », comme l’automapping, et sa gestion de la magie qu’il juge très originale. Plus globalement, il le considère comme « un bon jeu de rôle » doté d’une « durée de vie raisonnablement longue ». L’avis du journaliste de Gen4 est également mitigé. Celui-ci est en effet très sévère concernant sa réalisation, qu’il critique pour ses graphismes « préhistoriques » et la pauvreté de ses effets sonores. Comme son homologue, il fait en revanche l’éloge de son système de jeu dont il salue les « énigmes intéressantes » et la gestion originale de la magie. Il estime ainsi que si le jeu peu, au premier abord, paraître quelconque, on tombe rapidement sous son charme et il « se révèle finalement passionnant ».
Rétrospectivement, la journaliste Scorpia du magazine Computer Gaming World décrit The Summoning comme un jeu vidéo de rôle « soigné » qui met l’accent sur la résolution d’énigmes. Dans ce domaine, elle regrette d’ailleurs qu’il en fasse parfois un peu trop, ce qui peut le rendre « frustrant », mais juge tout de même qu’il se révèle « très amusant ». Elle estime en effet qu’il bénéficie d’une fin unique, d’une « excellente » carte automatique et d’un système de combat offrant un bon équilibre entre le corps à corps et la magie. En conclusion, elle note que le jeu est « énorme » avec de nombreuses choses à faire et estime qu’il vaut largement le coup. De son côté, Matt Barton note que si The Summoning est relativement peu connu, il contient néanmoins une innovation « fascinante », son système de magie basé sur les gestes de la main. Celui-ci nécessite que les personnages mémorisent les sorts, comme dans les jeux Gold Box, mais cette opération est instantanée, ne nécessite pas de période de repos et peut donc être réalisé même au milieu d’un combat. En revanche, les sorts ne sont mémorisés que quand le joueur parvient à entrer la bonne séquence de geste, qu’il peut apprendre dans des parchemins ou auprès de certains personnages du jeu. Pour Matt Barton, ce système est « tout à fait logique » puisqu’il permet de rendre, en jeu vidéo, la complexité des techniques de magie. Outre ce système de magie, il salue également son système de combat, même s’il estime que le jeu met plutôt l’accent sur la résolution d’énigmes que sur les combats. Il note en revanche que le jeu est doté d’un scénario « simpliste » et d’une interface peu pratique, ce qui explique d’après lui que le jeu ne soit pas plus connu. 

## Postérité
Après la sortie de The Summoning en 1992, Event Horizon Software développe un dernier titre basé sur son moteur de jeu. Baptisé Veil of Darkness et publié en 1992 par Strategic Simulations, celui-ci se déroule dans une vallée de Roumanie où un village isolé est menacé par un seigneur vampires appelé Kairn. À la suite d'un accident d'avion, le joueur se retrouve coincé dans la vallée, qu'il est dans l'impossibilité de quitter avant d'avoir retrouvé Kairn et ainsi de libérer le village de la menace qui pèse sur lui.